# Europaspiele 2019/Teilnehmer (Island)
| Gelbes Symbol für Goldmedaillen mit stilisierten Olympischen Ringen | Graues Symbol für Silbermedaillen mit stilisierten Olympischen Ringen | Braundes Symbol für Bronzemedaillen mit stilisierten Olympischen Ringen |
| ------------------------------------------------------------------- | --------------------------------------------------------------------- | ----------------------------------------------------------------------- |
| —                                                                   | —                                                                     | —                                                                       |

Island nahm an den Europaspielen 2019 vom 21. bis 30. Juni 2019 in Minsk teil. Die zwei Athletinnen und fünf Athleten nahmen an fünf Sportarten teil.

## Teilnehmer nach Sportarten

### Badminton
| Athleten        | Wettbewerb | Gruppenphase        | Gruppenphase | Gruppenphase | Gruppenphase | Achtelfinale  | Achtelfinale  | Viertelfinale | Viertelfinale | Halbfinale    | Halbfinale    | Finale        | Finale        | Rang          |
| Athleten        | Wettbewerb | Gegner              | Ergebnis     | Punkte       | Rang         | Gegner        | Ergebnis      | Gegner        | Ergebnis      | Gegner        | Ergebnis      | Gegner        | Ergebnis      | Rang          |
| --------------- | ---------- | ------------------- | ------------ | ------------ | ------------ | ------------- | ------------- | ------------- | ------------- | ------------- | ------------- | ------------- | ------------- | ------------- |
| Männer          |            |                     |              |              |              |               |               |               |               |               |               |               |               |               |
| Kári Gunnarsson | Einzel     | Christian Kirchmayr | 1:2          | 0:3          | 4            | ausgeschieden | ausgeschieden | ausgeschieden | ausgeschieden | ausgeschieden | ausgeschieden | ausgeschieden | ausgeschieden | ausgeschieden |
| Kári Gunnarsson | Einzel     | Brice Leverdez      | 0:2          | 0:3          | 4            | ausgeschieden | ausgeschieden | ausgeschieden | ausgeschieden | ausgeschieden | ausgeschieden | ausgeschieden | ausgeschieden | ausgeschieden |
| Kári Gunnarsson | Einzel     | Luka Milić          | 1:2          | 0:3          | 4            | ausgeschieden | ausgeschieden | ausgeschieden | ausgeschieden | ausgeschieden | ausgeschieden | ausgeschieden | ausgeschieden | ausgeschieden |

### Bogenschießen

#### Compound
| Athleten       | Wettbewerb | Platzierungsrunde | Platzierungsrunde | Achtelfinale | Achtelfinale | Viertelfinale | Viertelfinale | Halbfinale    | Halbfinale    | Finale        | Finale        | Rang |
| Athleten       | Wettbewerb | Ringe             | Rang              | Gegner       | Ergebnis     | Gegner        | Ergebnis      | Gegner        | Ergebnis      | Gegner        | Ergebnis      | Rang |
| -------------- | ---------- | ----------------- | ----------------- | ------------ | ------------ | ------------- | ------------- | ------------- | ------------- | ------------- | ------------- | ---- |
| Frauen         |            |                   |                   |              |              |               |               |               |               |               |               |      |
| Eowyn Mamalias | Einzel     | 632               | 16                | Toja Ellison | 131 : 144    | ausgeschieden | ausgeschieden | ausgeschieden | ausgeschieden | ausgeschieden | ausgeschieden | 9    |

### Judo
| Athleten        | Wettbewerb                    | 1. Runde (64er) | 1. Runde (64er) | 2. Runde (32er) | 2. Runde (32er) | Achtelfinale | Achtelfinale | Viertelfinale | Viertelfinale | Halbfinale | Halbfinale | Finale | Finale   | Rang |
| Athleten        | Wettbewerb                    | Gegner          | Ergebnis        | Gegner          | Ergebnis        | Gegner       | Ergebnis     | Gegner        | Ergebnis      | Gegner     | Ergebnis   | Gegner | Ergebnis | Rang |
| --------------- | ----------------------------- | --------------- | --------------- | --------------- | --------------- | ------------ | ------------ | ------------- | ------------- | ---------- | ---------- | ------ | -------- | ---- |
| Männer          |                               |                 |                 |                 |                 |              |              |               |               |            |            |        |          |      |
| Iura Sveinbjörn | Halbmittelgewicht (bis 81 kg) | −               | −               | Iwajlo Iwanow   | 0s1 : 10        | −            | −            | −             | −             | −          | −          | −      | −        | 17   |

### Schießen
| Athleten             | Wettbewerb       | Qualifikation  | Qualifikation | Finale         | Finale        | Rang |
| Athleten             | Wettbewerb       | Ringe/Scheiben | Rang          | Ringe/Scheiben | Rang          | Rang |
| -------------------- | ---------------- | -------------- | ------------- | -------------- | ------------- | ---- |
| Männer               |                  |                |               |                |               |      |
| Ásgeir Sigurgeirsson | 10 m Luftpistole | 655            | 32            | ausgeschieden  | ausgeschieden | 32   |
| Hákon Svavarsson     | Skeet            | 109            | 26            | ausgeschieden  | ausgeschieden | 26   |

### Turnsport

#### Geräteturnen
| Athleten         | Wettbewerb      | Qualifikation | Qualifikation | Finale        | Finale        | Rang |
| Athleten         | Wettbewerb      | Punkte        | Rang          | Punkte        | Rang          | Rang |
| ---------------- | --------------- | ------------- | ------------- | ------------- | ------------- | ---- |
| Frauen           |                 |               |               |               |               |      |
| Agnes Suto-Tuuha | Boden           | 11,233        | 30            | ausgeschieden | ausgeschieden | 30   |
| Agnes Suto-Tuuha | Schwebebalken   | 10,800        | 32            | ausgeschieden | ausgeschieden | 32   |
| Agnes Suto-Tuuha | Stufenbarren    | 11,533        | 27            | ausgeschieden | ausgeschieden | 27   |
| Agnes Suto-Tuuha | Sprung          | 12,933        | –             | ausgeschieden | ausgeschieden | –    |
| Agnes Suto-Tuuha | Einzelmehrkampf | 46,499        | 28            | ausgeschieden | ausgeschieden | 28   |

| Athleten             | Wettbewerb      | Qualifikation | Qualifikation | Finale        | Finale        | Rang |
| Athleten             | Wettbewerb      | Punkte        | Rang          | Punkte        | Rang          | Rang |
| -------------------- | --------------- | ------------- | ------------- | ------------- | ------------- | ---- |
| Frauen               |                 |               |               |               |               |      |
| Valgarð Reinhardsson | Boden           | 13,333        | 23            | ausgeschieden | ausgeschieden | 23   |
| Valgarð Reinhardsson | Reck            | 12,066        | 31            | ausgeschieden | ausgeschieden | 31   |
| Valgarð Reinhardsson | Barren          | 10,533        | 33            | ausgeschieden | ausgeschieden | 33   |
| Valgarð Reinhardsson | Pauschenpferd   | 11,966        | 34            | ausgeschieden | ausgeschieden | 34   |
| Valgarð Reinhardsson | Ringe           | 12,633        | 25            | ausgeschieden | ausgeschieden | 25   |
| Valgarð Reinhardsson | Sprung          | 12,916        | 10            | ausgeschieden | ausgeschieden | 10   |
| Valgarð Reinhardsson | Einzelmehrkampf | 73,364        | 27            | ausgeschieden | ausgeschieden | 27   |